# Cymothoe nguru
Cymothoe nguru är en fjärilsart som beskrevs av Arthur Rydon 1996. Cymothoe nguru ingår i släktet Cymothoe och familjen praktfjärilar. Inga underarter finns listade i Catalogue of Life.